# Lista de ganhadores do Troféu HQ Mix
Lista de ganhadores do Troféu HQ Mix separados por categoria e por ano. O prêmio é concedido a pessoa, editora, instituição ou obra. A premiação contempla obras produzidas no ano anterior ao do julgamento e entrega do prêmio.

## Categorias atuais
- Adaptação para os quadrinhos
- Arte-finalista nacional
- Colorista nacional
- Desenhista nacional
- Dissertação de mestrado
- Edição especial estrangeira
- Edição especial nacional
- Editora do ano
- Evento
- Exposição
- Grande contribuição
- Grande mestre
- Homenagem especial
- Livro teórico
- Novo talento - desenhista
- Novo talento - roteirista
- Produção para outras linguagens
- Projeto editorial
- Projeto gráfico
- Publicação de aventura/terror/fantasia
- Publicação de clássico
- Publicação de humor
- Publicação de tira
- Publicação em minissérie
- Publicação independente de grupo
- Publicação independente edição única
- Publicação infantil
- Publicação juvenil
- Publicação mix
- Relevância internacional
- Roteirista nacional
- Tese de doutorado
- Trabalho de conclusão de curso
- Web quadrinhos
- Web tira

### Mangá e produções correlatas
| Ano  | Vencedores                                     | Outros indicados | Nota(s)     |
| ---- | ---------------------------------------------- | --- | ----------- |
| 2023 | Nausicaä do Vale do Vento Hayao Miyazaki / JBC | - A Tragédia da Princesa Rokunomiya (Kuniko Tsurita / Veneta) - Calafrios (Junji Ito / Pipoca & Nanquim) - Colorbar (Daniel Bretas / independente) - MW: Psicopatia Profana (Osamu Tezuka / Pipoca & Nanquim) - My Broken Mariko (Waka Hirako / JBC) - O Livro dos Insetos Humanos (Osamu Tezuka / DarkSide - Um Bairro Distante (Jiro Taniguchi / Pipoca & Nanquim) - Vida nas Sombras (Hiromi Goto e Ann Xu / Conrad) - Yasuke (Isaac Santos / Skript) | [ 1 ] [ 2 ] |

### Publicação independente seriada
| Ano  | Vencedores                                                                             | Outros indicados | Nota(s)     |
| ---- | -------------------------------------------------------------------------------------- | --- | ----------- |
| 2021 | Carniça e a Blindagem Mística nº 1 Shiko / independente                                | - 10 Dias Perdidos nº 4 (Sam Hart / independente) - Kriança Índia (Rafa Campos e Álvaro Maia / Universo Guará) - Ménage nº 1 (Germana Viana, Laudo Ferreira e Marcatti / independente) - Monstrum nº 1 (Carlos Felipe Figueiras e Sueli Mendes / independente) - Orixás: Os Nove Eguns (Alex Mir, Alex Rodrigues, Laudo Ferreira, Al Stefano e Omar Viñole / independente) - Outros Verões (Luciano Freitas / independente) - Téo & o Mini Mundo: O Lugar do Outro (Caetano Cury / independente) - Valkíria: Guerra Fria (João Carpalhau, Jorge de Barros e Alex Genaro / Capa Comics) | [ 3 ] [ 4 ] |
| 2022 | Como Fazer Amigos e Enfrentar Alienígenas Gustavo Borges e Eric Peleias / independente | - 10 Dias Perdidos nº 6 (Sam Hart / independente) - Alice Através do Muro Volume Um (Eric Peleias, Luke Ross e Marco Lesko / independente) - Arquivos Secretos do Monstruário: Saruê (Lucas Oda e Mario Cau) - Os Arquivos dos Casos de Demetrius Dante: Álbum de Família (Mônica Lan, André Freitas e Will / independente) - Eventos Semiapocalípticos: Rafael (Yoshi Itice / independente) - Ménage nº 2 (Germana Viana, Laudo Ferreira e Marcatti / independente) - Monstrum nº 3 (Carlos F. Figueiras, Sueli Mendes e Brendda Maria / independente) - Necromorfus nº 1 (Gabriel Arrais e Abel / RQT Comics) - O Mundo de Yang: Dois Cortes (Orlandeli / independente) - Orixás: Revolta dos Eguns (Alex Mir, org. / independente)           | [ 5 ] [ 6 ] |
| 2023 | Como Fazer Amigos e Enfrentar Feiticeiros Gustavo Borges e Eric Peleias                | - Dope (Edson Bortolotte / independente) - Eventos Semiapocalípticos: Zé Augusto (Yoshi Itice / independente) - Greg: o Contador de Histórias (Marcio R. Gotland / Náutilo HQ) - Marino da Sonhadora: É Canoeiro (Carlos Eduardo Ribeiro Junior e Frederico de Aquino / Edições da Canoa) - Ménage nº 4 (Germana Viana, Laudo Ferreira e Marcatti / independente) - Ménage nº 5 (Germana Viana, Laudo Ferreira e Marcatti / independente) - Na Mira da Lena: Borboleta (Luciano Freitas / independente) - Piratas do Cangaço (Al Stefano / Zapata) - Samurai Doggy (Chris Tex e Santtos / independente) - Sem Norte: A Bússola Perdida (Raquel Morais Simoso / Aventura) - Terapia Volume 2 (Rob Gordon, Marina Kurcis e Mario Cau / Geektopia) | [ 1 ] [ 2 ] |

## Categorias extintas
- Caricaturista
- Cartunista
- Chargista
- Desenhista estrangeiro
- Edição especial
- Publicação de caricaturas
- Publicação de cartuns
- Publicação de charges
- Publicação de humor gráfico
- Publicação erótica
- Publicação independente
- Publicação independente de autor
- Publicação sobre quadrinhos
- Roteirista estrangeiro
- Salão e festival
- Site sobre quadrinhos
- Tira estrangeira
- Tira nacional

### Acabamento gráfico
| Ano  | Ganhador       |
| 1989 | Martins Fontes |
| 1990 | Martins Fontes |

### Adaptação da TV para HQ
| Ano  | Ganhador                               | Autor                                     | Editora        |
| 1989 | Juba & Lula                            | Regis Rocha Moreira e Hector Gómez Alisio | Nova Fronteira |
| 1990 | Juba & Lula - uma aventura na Amazônia | Regis Rocha Moreira e Hector Gómez Alisio | Nova Fronteira |

### Álbum de aventura
| Ano  | Obra                                                           | Autor(es)                                         | Editora              | Outros indicados | Notas         |
| ---- | -------------------------------------------------------------- | ------------------------------------------------- | -------------------- | --- | ------------- |
| 1995 | Ken Parker - os cervos & um hálito de gelo                     | Giancarlo Berardi e Ivo Milazzo                   | Ensaio               | | [ 7 ]         |
| 1999 | Caatinga                                                       | Hermann                                           | Globo                | | [ 7 ]         |
| 2000 | Adeus, chamigo brasileiro - uma história da Guerra do Paraguai | André Toral                                       | Companhia das Letras | | [ 8 ]         |
| 2001 | Ken Parker - um príncipe para Norma                            | Giancarlo Berardi, Ivo Milazzo e Giorgio Trevisan | CLUQ                 | | [ 9 ]         |
| 2002 | A soma de tudo                                                 | Lourenço Mutarelli                                | Devir                | | [ 10 ]        |
| 2003 | A soma de tudo - parte II                                      | Lourenço Mutarelli                                | Devir                | | [ 11 ]        |
| 2004 | Quebra-Queixo - technorama                                     | Marcelo Campos e vários autores                   | Devir                | | [ 12 ]        |
| 2005 | A Liga Extraordinária - volume II                              | Alan Moore e Kevin O'Neill                        | Devir                | | [ 13 ]        |
| 2006 | As aventuras de Tintim - os charutos do faraó                  | Hergé                                             | Cia. das Letras      | - 100 Balas – A Seis Passos da Morte (Opera Graphica) - Batman Ano Um (Panini) - Marvels 10 Anos (Panini) - Planetary (Devir) - Powers (Devir) - Sin City – A Grande Matança (Devir)                                                                                      | [ 14 ] [ 15 ] |
| 2007 | 100 Balas - blues para um minuteman                            | Brian Azzarello e Eduardo Risso                   | Opera Graphica       | - Goon - O Casca-Grossa (Mythos) - Invencível - Oito é Demais (HQM Editora) - Liga da Justiça e Vingadores - Edição de Luxo (Panini) - Nausicaä do Vale do Vento (Conrad) - Planetary - O Quarto Homem (Devir) - XIII (Panini)                                            | [ 16 ] [ 17 ] |
| 2008 | Os 300 de Esparta                                              | Frank Miller                                      | Devir                | - Bone - A Princesa Revelada (Via Lettera) - Corto Maltese - As Célticas (Pixel) - Invencível - Perfeitos Estranhos (HQM Editora) - Loki - Edição Especial Encadernada (Panini) - O Menino-Vampiro - Infância Maldita (Mythos) - Os Supremos - Edição Definitiva (Panini) | [ 18 ] [ 19 ] |

### Álbum de clássico
| Ano  | Obra                                            | Autor(es)                | Editora        | Outros indicados | Notas  |
| ---- | ----------------------------------------------- | ------------------------ | -------------- | ---------------- | ------ |
| 1989 | Príncipe Valente                                | Hal Foster               | Ebal           |                  | [ 7 ]  |
| 1990 | Príncipe Valente                                | Hal Foster               | Ebal           |                  | [ 7 ]  |
| 1991 | Príncipe Valente                                | Hal Foster               | Ebal           |                  | [ 7 ]  |
| 1992 | Príncipe Valente                                | Hal Foster               | Ebal           |                  | [ 7 ]  |
| 1993 | Príncipe Valente                                | Hal Foster               | Ebal           |                  | [ 7 ]  |
| 1994 | A volta do Fradim                               | Henfil                   | Geração        |                  | [ 7 ]  |
| 1995 | Graúna ataca outra vez                          | Henfil                   | Geração        |                  | [ 7 ]  |
| 1996 | Príncipe Valente                                | Hal Foster               | EBAL           |                  | [ 7 ]  |
| 1997 | Batman Clássico                                 | Bob Kane                 | L&PM           |                  | [ 7 ]  |
| 1998 | Will Eisner's Spirit Magazine                   | Will Eisner              | Metal Pesado   |                  | [ 7 ]  |
| 1999 | V de Vingança                                   | Alan Moore e David Lloyd | Via Lettera    |                  | [ 7 ]  |
| 2000 | Gen - pés descalços - uma história de Hiroshima | Keiji Nakazawa           | Conrad         |                  | [ 8 ]  |
| 2001 | Gen - pés descalços - o dia seguinte            | Keiji Nakazawa           | Conrad         |                  | [ 9 ]  |
| 2002 | Príncipe Valente XVI - uma nova era             | Hal Foster               | Opera Graphica |                  | [ 10 ] |
| 2003 | Fritz the Cat                                   | Robert Crumb             | Conrad         |                  | [ 11 ] |

### Álbum de ficção
| Ano  | Obra                                        | Autor(es)          | Editora        | Outros indicados | Notas  |
| ---- | ------------------------------------------- | ------------------ | -------------- | ---------------- | ------ |
| 1989 | Major Fatal                                 | Moebius            | L&PM           |                  | [ 7 ]  |
| 1990 | A Mulher Enigma                             | Enki Bilal         | Martins Fontes |                  | [ 7 ]  |
| 1995 | Eu te amo Lucimar                           | Lourenço Mutarelli | Vortex         |                  | [ 7 ]  |
| 1999 | Seqüelas                                    | Lourenço Mutarelli | Devir          |                  | [ 7 ]  |
| 2000 | O dobro de cinco                            | Lourenço Mutarelli | Devir          |                  | [ 8 ]  |
| 2001 | O rei do ponto                              | Lourenço Mutarelli | Devir          |                  | [ 9 ]  |
| 2002 | O Gralha                                    | vários autores     | Via Lettera    |                  | [ 10 ] |
| 2003 | 10 na área, um na banheira e ninguém no gol | vários autores     | Via Lettera    |                  | [ 11 ] |

### Álbum de ficção, aventura e terror
| Ano  | Obra                                                                            | Autor(es)                          | Editora     | Outros indicados | Notas |
| ---- | ------------------------------------------------------------------------------- | ---------------------------------- | ----------- | ---------------- | ----- |
| 1991 | Bradbury - o papa-defuntos                                                      | Ray Bradbury e vários desenhistas  | L&PM        |                  | [ 7 ] |
| 1992 | Bradbury - o pequeno assassino                                                  | Ray Bradbury e vários desenhistas  | L&PM        |                  | [ 7 ] |
| 1994 | Tex - a marca da serpente                                                       | Claudio Nizzi e Aurelio Galleppini | Globo       |                  | [ 7 ] |
| 1996 | Maus II - a história de um sobrevivente - e foi aí que começaram meus problemas | Art Spiegelman                     | Brasiliense |                  | [ 7 ] |
| 1997 | Sin City - cidade do pecado                                                     | Frank Miller                       | Globo       |                  | [ 7 ] |
| 1998 | A confluência da forquilha                                                      | Lourenço Mutarelli                 | Lilás       |                  | [ 7 ] |

### Álbum de figurinhas
| Ano  | Ganhador                  | Editora       |
| 1996 | X-Men                     | Abril Panini  |
| 1997 | Mamonas Assassinas        | Panini        |
| 1998 | Castelo Rá-Tim-Bum        | Multi Editora |
| 1999 | Chiquititas               | Panini        |
| 2000 | Pokémon                   |               |
| 2001 | Pokémon                   | Panini        |
| 2002 | Harry Potter              | Panini        |
| 2003 | Sítio do Pica-pau Amarelo | Panini        |

### Álbum de humor
| Ano  | Obra                                                   | Autor(es)                              | Editora        | Outros indicados | Notas  |
| ---- | ------------------------------------------------------ | -------------------------------------- | -------------- | ---------------- | ------ |
| 1989 | Calvin & Haroldo - algo babando embaixo da cama        | Bill Watterson                         | Cedibra        |                  | [ 7 ]  |
| 1990 | Ed Mort em conexão nazista                             | Luis Fernando Veríssimo e Miguel Paiva | L&PM           |                  | [ 7 ]  |
| 1991 | Sir Ney - que rei fui eu                               | Novaes                                 | Ícone          |                  | [ 7 ]  |
| 1992 | Toda Mafalda                                           | Quino                                  | Martins Fontes |                  | [ 7 ]  |
| 1993 | Avenida Brasil - assim caminha a modernidade           | Paulo Caruso                           | Globo          |                  | [ 7 ]  |
| 1994 | Mafalda Inédita                                        | Quino                                  | Martins Fontes |                  | [ 7 ]  |
| 1995 | Los 3 amigos 2 - más sexo, más drogas y más guacamoles | Angeli, Glauco e Laerte                | Ensaio         |                  | [ 7 ]  |
| 1996 | Gato e Gata                                            | Laerte                                 | Circo / Ensaio |                  | [ 7 ]  |
| 1997 | Avenida Brasil - o conjunto nacional                   | Paulo Caruso                           | Globo          |                  | [ 7 ]  |
| 1998 | Aline e seus dois namorados                            | Adão Iturrusgarai                      |                |                  | [ 7 ]  |
| 1999 | O homem ideal                                          | Ralf König                             | Via Lettera    |                  | [ 7 ]  |
| 2000 | Níquel Náusea - os ratos também choram                 | Fernando Gonsales                      | Bookmakers     |                  | [ 8 ]  |
| 2001 | Luke & Tantra                                          | Angeli                                 | Devir          |                  | [ 9 ]  |
| 2002 | Classificados                                          | Laerte                                 | Devir          |                  | [ 10 ] |
| 2003 | Níquel Náusea - com mil demônios                       | Fernando Gonsales                      | Devir          |                  | [ 11 ] |

### Álbum de terror
| Ano  | Obra                      | Autor(es)                   | Editora        | Outros indicados | Notas  |
| ---- | ------------------------- | --------------------------- | -------------- | ---------------- | ------ |
| 1989 | Saga de terror            | Jayme Cortez                | Martins Fontes |                  | [ 7 ]  |
| 1990 | Dr. Jekil                 |                             |                |                  | [ 7 ]  |
| 2001 | Do Inferno                | Alan Moore e Eddie Campbell | Via Lettera    |                  | [ 9 ]  |
| 2002 | No reino do terror        | R. F. Lucchetti             | Opera Graphica |                  | [ 10 ] |
| 2003 | Calafrio - 20 anos depois | vários autores              | Opera Graphica |                  | [ 11 ] |

### Álbum infantil
| Ano  | Obra                                                 | Autor(es)      | Editora         | Outros indicados | Notas         |
| ---- | ---------------------------------------------------- | -------------- | --------------- | --- | ------------- |
| 1989 | A essência de Calvin e Haroldo                       | Bill Watterson | Cedibra         | | [ 7 ]         |
| 1998 | Lucas - coleção Fala Menino                          | Luis Augusto   | Bureau          | | [ 7 ]         |
| 1999 | A baleia Branca                                      | Will Eisner    | Cia. das Letras | | [ 7 ]         |
| 2000 | A turma do Xaxado                                    | Antonio Cedraz | independente    | | [ 8 ]         |
| 2001 | Suriá e o mundo do circo                             | Laerte         | Devir           | | [ 9 ]         |
| 2002 | A turma do Xaxado 2                                  | Antonio Cedraz | independente    | | [ 10 ]        |
| 2003 | Todo Pererê - volume 1                               | Ziraldo        | Salamandra      | | [ 11 ]        |
| 2004 | Little Lit - fábulas e contos de fadas em quadrinhos | vários autores | Cia. das Letras | | [ 12 ]        |
| 2005 | Todo Pererê - volume 3                               | Ziraldo        | Salamandra      | | [ 13 ]        |
| 2006 | Turma do Xaxado - Pelourinho em quadrinhos           | Antonio Cedraz | independente    | - Cabeça Oca, de Christie Queiroz (independente) - Cine Gibi 2 (Globo) - Luana e sua Turma (revista independente e publicação infantil) - Mendelévio, de João Marcos (independente) - Pequeno Vampiro (Jorge Zahar Editores) - Rei Arthur na Coleção Clássicos em Quadrinhos (Ática) | [ 14 ] [ 15 ] |
| 2007 | Turma do Xaxado - lendas e mistérios                 | Antonio Cedraz | independente    | - As Aventuras de Osvaldo (Marca de Fantasia) - Cabeça Oca 6 - Quem Agüenta? (Independente) - Coleção As Melhores Tiras – Mônica (Globo) - Jupré (Imprensa Oficial) - O Menino do Kampung (Conrad) - Ozzy 1 - Caramba! Mas Que Garoto Rabugento (Companhia das Letras)               | [ 16 ] [ 17 ] |

### Animação
| Ano  | Ganhador                                     | Autor                |
| 2005 | A Liga dos VJs Paladinos                     | Marco Pavão          |
| 2006 | Vinhetas nacionais do Cartoon Network Brasil | vários autores       |
| 2007 | Wood & Stock - sexo, orégano e rock'n'roll   | Otto Guerra, diretor |
| 2008 | Turma da Mônica - uma aventura no tempo      | Mauricio de Sousa    |

### Articulista de quadrinhos
| Ano  | Ganhador          |
| 2008 | Paulo Ramos       |
| 2009 | Rogério de Campos |
| 2010 | Sérgio Codespoti  |

### Blog / Flog de artista gráfico
| Ano  | Ganhador             | Autor                   | URL                                                                             |
| 2004 | Os Loucos Undergroud | Fábio Moon e Gabriel Bá | https://web.archive.org/web/20190121180235/http://10paezinhos.blog.uol.com.br// |
| 2005 | Os Loucos Undergroud | Fábio Moon e Gabriel Bá | https://web.archive.org/web/20190121180235/http://10paezinhos.blog.uol.com.br// |
| 2006 | Os Loucos Undergroud | Fábio Moon e Gabriel Bá | https://web.archive.org/web/20190121180235/http://10paezinhos.blog.uol.com.br// |
| 2007 | Os Loucos Undergroud | Fábio Moon e Gabriel Bá | https://web.archive.org/web/20190121180235/http://10paezinhos.blog.uol.com.br// |
| 2008 | Furry Water          | Rafael Grampá           | http://www.furrywater.wordpress.com                                             |

### Blog sobre quadrinhos
| Ano  | Site                | URL  | Outros indicados                                                                                         | Notas         |
| ---- | ------------------- | ---- | --- | ------------- |
| 2008 | Blog dos Quadrinhos | Link | - Blog do Universo HQ - Gibizada - Mais Quadrinhos - Melhores do Mundo - Projeto Continuum - Zine Brasil | [ 18 ] [ 19 ] |

### Colorista / Arte-finalista
| Ano  | Desenhista | Obra(s)                                                                | Outros indicados | Nota(s)       |
| ---- | ---------- | ---------------------------------------------------------------------- | --- | ------------- |
| 2016 | Cris Peter | Casanova - Volume 3 - Avaritia, Pétalas e Projeto Manhattan - Volume 1 | - Alzir Alves (Mirage: O Caos da Água) – INDEPENDENTE - Brendda Costa (Pombos!) – INDEPENDENTE - Carlos Eduardo Ferreira, Denis DYM Freitas, Eduardo Vienna, Hélio Oliveira, Mano Araújo, Osvaldo Ferreira, Salvatore Aiala, Thiago Ribeiro, Débora Caritá, Osvaldo Ferreira, Tiago Mariano, Dijjo Lima e Beto Menezes (Anarquia vol 1 – Três lados para cada História) – INDEPENDENTE - Davi Calil (Graphic MSP Turma da Mata: Muralha)- PANINI - Ellis Carlos (Steampunk Ladies: Vingança a Vapor) – Draco - Henrique Guimarães (Jackpot Universe) – INDEPENDENTE - Omar Viñole (Orixás – O dia do Silêncio e Quarta-Feira de Cinzas) – INDEPENDENTE - Paula Markiewicz (Graphic MSP Turma da Mônica - Lições) – PANINI - PC Siqueira com Ale Starling e Jezreel Rojales (Alice no País das Maravilhas) – MYTHOS | [ 22 ] [ 23 ] |

### Desenhista de humor gráfico
| Ano  | Artista        | Outros indicados                                                                 | Nota(s)       |
| ---- | -------------- | -------------------------------------------------------------------------------- | ------------- |
| 2013 | Angeli         | - Alpino - Baptistão - Chico Caruso - J. Bosco - Jean - Mario Alberto - Santiago | [ 24 ] [ 25 ] |
| 2014 | Alpino         | Eleito pela comissão e pelo júri especial                                        | [ 26 ]        |
| 2015 | Dálcio Machado | Eleito pela comissão e pelo júri especial                                        | [ 27 ]        |

### Desenho animado
| Ano  | Ganhador                | Autor                                           |
| 1995 | Liquid Television       | Japhet Ashe                                     |
| 1996 | The Maxx                | Sam Kieth e Bill Messner-Loebs                  |
| 1997 | Cassiopéia              | Clóvis Viera, diretor                           |
| 1998 | A vida moderna de Rocko | Joe Murray                                      |
| 1999 | KaBlam!                 | Robert Mittenthal, Will McRobb e Chris Viscardi |

### Desenho animado (curta)
| Ano  | Ganhador         | Autor                    |
| 2000 | Deus É Pai       | Allan Sieber             |
| 2001 | Os idiotas mesmo | Allan Sieber             |
| 2002 | For the birds    | Ralph Eggleston, diretor |

### Desenho animado (longa)
| Ano  | Ganhador            | Autor                                    |
| 2000 | Toy Story 2         | John Lasseter, diretor                   |
| 2001 | A fuga das galinhas | Peter Lord e Nick Park                   |
| 2002 | Shrek               | Andrew Adamson e Vicky Jenson, diretores |
| 2003 | A era do gelo       | Chris Wedge e Carlos Saldanha            |

### Desenho animado para TV
| Ano  | Ganhador                   | Autor                                     |
| 2000 | O laboratório de Dexter    | Genndy Tartakovsky                        |
| 2001 | Rugrats                    | Arlene Klasky, Gábor Csupó e Paul Germain |
| 2002 | Bob Esponja Calça Quadrada | Stephen Hillenburg                        |
| 2003 | Bob Esponja Calça Quadrada | Stephen Hillenburg                        |

### Destaque latino-americano
| Ano  | Obra                              | País de origem | Editora                    | Nota          |
| ---- | --------------------------------- | -------------- | -------------------------- | ------------- |
| 2011 | La Fiesta Pagana                  | Bolívia        | La Rosca Cómics            | [ 28 ]        |
| 2012 | Revista Fierro                    | Argentina      | Página/12                  | [ 29 ] [ 30 ] |
| 2013 | En Dosis Diarias 2                | Chile          | Ediciones B                | [ 24 ] [ 25 ] |
| 2014 | El Viejo (Alceo e Matías Bergara) | Uruguai        | Loco Rabia e Dragón Comics | [ 26 ] [ 31 ] |

### Destaque língua portuguesa
| Ano  | Obra                                        | País de origem    | Editora      | Nota   |
| ---- | ------------------------------------------- | ----------------- | ------------ | ------ |
| 2013 | Pontas Soltas - Cidades                     | Portugal          | Edições Asa  | [ 24 ] |
| 2014 | Banda Desenhada da Língua Portuguesa - BDLP | Portugal · Angola | independente | [ 26 ] |

### Editor
| Ano  | Ganhador              |
| 1989 | Jal e Gualberto Costa |
| 1990 | Rogério de Campos     |

### Empresa de licenciamento
| Ano  | Ganhador  |
| 1998 | Character |
| 1999 | Character |
| 2000 | ITC       |
| 2001 | Nintendo  |

### Especial Mangá
| Ano  | Obra                     | Autor(es) | Editora | Outros indicados | Nota(s)       |
| ---- | ------------------------ | --------- | ------- | --- | ------------- |
| 2016 | Quack - Patadas Voadoras | Kaji Pato | Draco   | - 20th Century Boys # 14, 15, 16, 17, 18, 19 – Panini Comics/Planet Manga - Berserk # 4, 5, 6, 7, 8, 9 – Panini - Blade – A lâmina do imortal # 1 – Editora JBC - Don Drácula – Volume 1, 2 – NewPOP Editora - Gen Pés Descalços – Volume 8, 9 – Conrad Editora - Monster # 17, 18 – Panini Comics/Planet Manga - O outro cão que guarda as estrelas – Editora JBC - Planetes # 1, 2, 3, 4 – Panini Comics/Planet Manga - Zero Eterno # 1, 2, 3, 4, 5 – Editora JBC | [ 22 ] [ 23 ] |

### Fã de quadrinhos - personalidade
| Ano  | Ganhador       | Notas  |
| ---- | -------------- | ------ |
| 2013 | Danilo Gentili | [ 24 ] |

### Fanzine
| Ano  | Ganhador                 | Autor                                                                    |
| 1990 | Saga                     | Ale Librandi Hy, Walter Junior e Marcelo Fernandes de Carvalho, editores |
| 1991 | Nhô-Quim                 | Henrique Magalhães e José Carlos Ribeiro, editores                       |
|      | Guia das HQs             |                                                                          |
|      | Tindie                   |                                                                          |
| 1992 | Matrix                   | Gazy Andraus, editor                                                     |
| 1993 | Panacea                  | José Mauro Kazi, editor                                                  |
| 1994 | Boletim de HQ            | Núcleo de Pesquisas de Histórias em Quadrinhos                           |
|      | Saga                     | Ale Librandi Hy, Walter Junior e Marcelo Fernandes de Carvalho, editores |
| 1995 | Cachalote                |                                                                          |
| 1996 | Glória, Glória, Aleluia! | Allan Sieber                                                             |
| 1997 | Anime Club               |                                                                          |
| 1998 | Heroína                  | Zed e Fido Neste                                                         |
| 1999 | Slam!                    | RoVel (Rogério Gonçalves Velasco)                                        |
| 2000 | 10 Pãezinhos             | Fábio Moon e Gabriel Bá                                                  |
| 2001 | Enzima                   |                                                                          |
| 2002 | Manicomics               | JJ Marreiro, editor                                                      |
| 2003 | Informal                 | André Diniz e Antonio Eder, editores                                     |
| 2004 | Xerocs Porcoration       | Samuel Casal, Galvão Bertazzi e Artur de Carvalho                        |
| 2005 | Manicomics               | JJ Marreiro, editor                                                      |
| 2006 | Manicomics               | JJ Marreiro, editor                                                      |
| 2007 | Subterrâneo              | vários autores                                                           |

### Graphic novel estrangeira
| Ano  | Ganhador                                                     | Autor                                 | Editora     |
| 1989 | Demolidor (Graphic Novel n° 2)                               | Frank Miller e Bill Sienkiewicz       | Abril       |
| 1990 | Rocketeer (Graphic Novel n° 12)                              | Dave Stevens                          | Abril       |
| 1991 | Drácula (Graphic Album n° 1)                                 | Jon J. Muth                           | Abril Jovem |
| 1992 | Elektra Vive (Graphic Album n° 6)                            | Frank Miller e Lynn Varley            | Abril Jovem |
| 1993 | Exterminador 17 (Graphic Globo n° 11)                        | Jean-Pierre Dionnet e Enki Bilal      | Globo       |
| 1994 | Wolverine - fúria interior                                   | Dan Chichester e Bill Sienkiewicz     | Abril Jovem |
| 1995 | Tex - o grande roubo                                         | Claudio Nizzi e José Ortiz            | Globo       |
| 1996 | Ás inimigo - um poema de guerra                              | George Pratt                          | Abril Jovem |
| 1997 | Tex - o vale do terror                                       | Claudio Nizzi e Magnus                | Globo       |
| 1998 | Lobo/Juiz Dredd - motoqueiros doidos vs. mutantes do inferno | Alan Grant, John Wagner e Val Semeiks | Abril Jovem |
| 1999 | O Sistema                                                    | Peter Kuper                           | Abril Jovem |
| 2000 | Tex - o homem de Atlanta (Tex Gigante nº 1)                  | Claudio Nizzi e Jordi Bernet          | Mythos      |
| 2001 | Palestina - uma nação ocupada                                | Joe Sacco                             | Conrad      |
| 2002 | Gorazde - área de segurança                                  | Joe Sacco                             | Conrad      |
| 2003 | A Paixão do Arlequim                                         | Neil Gaiman e John Bolton             | Conrad      |

### Graphic novel nacional
| Ano  | Ganhador                                                                         | Autor                                | Editora          |
| 1992 | Transubstanciação (Graphic Dealer n° 1)                                          | Lourenço Mutarelli                   | Dealer           |
| 1993 | O negócio do Sertão - como descolar uma grana no séc. XVII (Graphic Dealer n° 2) | André Toral                          | Dealer           |
| 1994 | Desgraçados                                                                      | Lourenço Mutarelli                   | Vidente          |
| 1995 | Mulher-Diaba no rastro de Lampião                                                | Ataíde Braz e Flavio Colin           | Sampa            |
| 1996 | À meia-noite levarei sua alma                                                    | José Mojica Marins e Laudo           | Sampa            |
| 1997 | O Vira-Lata                                                                      | Paulo Garfunkel e Líbero Malavoglia  | Paladinos de Onã |
| 1998 | O Vira-Lata                                                                      | Paulo Garfunkel e Líbero Malavoglia  | Paladinos de Onã |
| 1999 | Lampião - era o cavalo do tempo atrás da besta da vida                           | Klévisson Viana                      | Hedra            |
| 2000 | A estranha turma do Zé do Caixão                                                 | Alexandre Montandon e Alexandre Dias | Brainstore       |
| 2001 | Fawcett                                                                          | André Diniz e Flavio Colin           | Nona Arte        |
| 2002 | Estórias Gerais                                                                  | Wellington Srbek e Flavio Colin      | Conrad           |
| 2003 | Fantasmagoriana                                                                  | Wellington Srbek e Flavio Colin      | independente     |

### Ilustrador
| Ano  | Ganhador          | Nota          |
| 1997 | Kipper            | [ 7 ]         |
| 1998 | Negreiros         | [ 7 ]         |
| 1999 | Patrício Bisso    | [ 7 ]         |
| 2000 | Garutti           | [ 8 ]         |
| 2001 | Mariza            | [ 9 ]         |
| 2002 | Orlando           | [ 10 ]        |
| 2003 | Renato Guedes     | [ 11 ]        |
| 2004 | Samuel Casal      | [ 12 ]        |
| 2005 | Samuel Casal      | [ 13 ]        |
| 2006 | Orlando           | [ 14 ] [ 15 ] |
| 2007 | Orlando Pedroso   | [ 16 ] [ 17 ] |
| 2008 | Kako              | [ 18 ] [ 19 ] |
| 2009 | Weberson Santiago | [ 20 ] [ 32 ] |
| 2010 | Samuel Casal      | [ 21 ]        |

### Ilustrador de livro infantil
| Ano  | Ganhador          |
| 2004 | Mariana Massarani |
| 2005 | Cárcamo           |
| 2006 | Cárcamo           |
| 2007 | Daniel Bueno      |
| 2008 | Daniel Bueno      |

### Jornalista especializado
| Ano  | Ganhador         |
| 1989 | Álvaro de Moya   |
| 1990 | André Forastieri |
| 2001 | Sidney Gusman    |
| 2002 | Sidney Gusman    |
| 2003 | Sidney Gusman    |
| 2004 | Sidney Gusman    |
| 2005 | Sidney Gusman    |
| 2006 | Sidney Gusman    |
| 2007 | Sidney Gusman    |

### Letrista
| Ano  | Ganhador         |
| 1999 | Lilian Mitsunaga |

### Livro de ilustração
| Ano  | Ganhador                               | Autor                                                             | Editora          |
| 2000 | Arquivo em imagens (série Última Hora) |                                                                   | Imprensa Oficial |
| 2001 | Lábaro estrelado                       | J. Carlos / Cássio Loredano (organização) e Luciano Trigo (texto) | Casa da Palavra  |

### Livro infantil
| Ano  | Ganhador                            | Autor                                          | Editora                 |
| 1997 | O homem no teto                     | Jules Feiffer                                  | Cia. das Letras         |
| 1998 | Castelo Rá-Tim-Bum                  | Fernandes (ilustrações)                        |                         |
| 1999 | Bamboletras                         | Dilan Camargo e Guazzelli (ilustrações)        | Projeto                 |
| 2000 | Boneco maluco e outras brincadeiras | Elias José e Guazzelli (ilustrações)           | Projeto                 |
| 2002 | Nós e os bichos                     | Marcelo R. L. Oliveira e Cárcamo (ilustrações) | Companhia das Letrinhas |

### Maior tiragem
| Ano  | Ganhador | Autor          | Editora |
| 1989 | Mônica   | vários autores | Globo   |
| 1990 | Mônica   | vários autores | Globo   |

### Mídia sobre quadrinhos
| Ano  | Ganhador               | Editora / URL | Outros indicados | Notas         |
| ---- | ---------------------- | ------------- | --- | ------------- |
| 2009 | Blog dos Quadrinhos    | Link          | - Banca de Quadrinhos (programa) - Bigorna (Internet) - HQ Além dos Balões (programa) - HQ&Cia (programa) - Mundo dos Super-Heróis (revista) - Universo HQ (Internet) | [ 20 ] [ 32 ] |
| 2010 | Universo HQ            | Link          | - Banca de Quadrinhos (tv) - Bigorna (site) - Blog dos Quadrinhos (blog) - HQ Além dos Balões (tv na internet) - Impulso HQ (site) - Mundo dos Super-Heróis (revista) | [ 21 ] [ 33 ] |
| 2011 | Universo HQ            | Link          | - Banca de Quadrinhos - Gibizada - Gibi Rasgado - HQManiacs - Impulso HQ - Mundo dos Super-Heróis                                                                     | [ 28 ] [ 34 ] |
| 2012 | Mundo dos Super-Heróis | Europa        | Eleito pela comissão e pelo júri especial | [ 29 ]        |

### Minissérie estrangeira
| Ano  | Obra                                     | País de origem | Autor(es)                               | Editora     | Outros indicados | Notas  |
| ---- | ---------------------------------------- | -------------- | --------------------------------------- | ----------- | ---------------- | ------ |
| 1989 | Elektra assassina                        | Estados Unidos | Frank Miller e Bill Sienkiewicz         | Abril       |                  | [ 7 ]  |
| 1990 | Orquídea Negra                           | Estados Unidos | Neil Gaiman e Dave McKean               | Abril Jovem |                  | [ 7 ]  |
| 1991 | V de Vingança                            | Reino Unido    | Alan Moore e David Lloyd                | Globo       |                  | [ 7 ]  |
| 1992 | Os Livros da Magia                       | Estados Unidos | Neil Gaiman e vários desenhistas        | Abril Jovem |                  | [ 7 ]  |
| 1993 | Batman/Juiz Dredd - julgamento em Gotham | Estados Unidos | Alan Grant, John Wagner e Simon Bisley  | Abril Jovem |                  | [ 7 ]  |
| 1994 | Batman - a espada de Azrael              | Estados Unidos | Denny O' Neil e Joe Quesada             | Abril Jovem |                  | [ 7 ]  |
| 1995 | Lobo está morto                          | Estados Unidos | Keith Giffen, Alan Grant e Simon Bisley | Abril Jovem |                  | [ 7 ]  |
| 1996 | Marvels                                  | Estados Unidos | Kurt Busiek e Alex Ross                 | Abril Jovem |                  | [ 7 ]  |
| 1997 | No coração da tempestade                 | Estados Unidos | Will Eisner                             | Abril Jovem |                  | [ 7 ]  |
| 1998 | O Reino do Amanhã                        | Estados Unidos | Mark Waid e Alex Ross                   | Abril Jovem |                  | [ 7 ]  |
| 1999 | Batman - preto e branco                  | Estados Unidos | vários autores                          | Abril Jovem |                  | [ 7 ]  |
| 2000 | Ken Parker - onde morrem os titãs        | Itália         | Giancarlo Berardi e Ivo Milazzo         | CLUQ        |                  | [ 8 ]  |
| 2001 | Batman e Tarzan                          | Estados Unidos | Ron Marz e Igor Kordey                  | Mythos      |                  | [ 9 ]  |
| 2002 | As aventuras da Liga Extraordinária      | Estados Unidos | Alan Moore e Kevin O'Neill              | Pandora     |                  | [ 10 ] |
| 2003 | Wolverine - origem                       | Estados Unidos | Paul Jenkins e Andy Kuber               | Panini      |                  | [ 11 ] |

### Minissérie nacional
| Ano  | Obra                                   | Autor(es)                       | Editora              | Outros indicados | Notas  |
| ---- | -------------------------------------- | ------------------------------- | -------------------- | ---------------- | ------ |
| 1999 | Lua dos dragões                        | Marcelo Cassaro e André Vazzios | Trama                |                  | [ 7 ]  |
| 2001 | Combo Rangers Revolution               | Fabio Yabu e Ulisses Pérez      | JBC                  |                  | [ 9 ]  |
| 2002 | Pindorama - a outra história do Brasil | Lailson de Holanda Cavalcanti   | Diario de Pernambuco |                  | [ 10 ] |

### Novo projeto
| Ano  | Ganhador                             |
| 1998 | Videogibi Turma da Mônica - O Mônico |

### Personagem de licenciamento
| Ano  | Ganhador       |
| 1998 | Senninha       |
| 1999 | Vida de Inseto |
| 2000 | Pokémon        |

### Personagem destaque
| Ano  | Ganhador          |
| 1989 | Batman            |
| 1990 | Coringa           |
| 1991 | Sandman           |
| 1992 | Sandman           |
| 1993 | Sandman           |
| 1994 | Super-Homem       |
| 1995 | Spirit            |
| 1996 | Menino Maluquinho |
| 1997 | Spawn             |
| 1998 | Overman           |
| 1999 | Níquel Náusea     |
| 2000 | Piratas do Tietê  |
| 2001 | Aline             |
| 2002 | Ken Parker        |
| 2002 | Diomedes          |
| 2003 | Homem-Aranha      |

### Pesquisa
| Ano  | Pesquisa                                                                                    | Autor(a)                  | Instituição                              | Nota   |
| ---- | ------------------------------------------------------------------------------------------- | ------------------------- | ---------------------------------------- | ------ |
| 1989 | O poder de difusão das histórias em quadrinhos japonesas como reflexo da sociedade nipônica | Sonia Luyten              | USP                                      | [ 7 ]  |
| 1997 | A incrível guerra dos gibis                                                                 | Gonçalo Junior            |                                          | [ 7 ]  |
| 1998 | Phenix                                                                                      | Wagner Augusto            |                                          | [ 7 ]  |
| 2002 | Uma história do Brasil através da caricatura: 1840-2001                                     | Renato Lemos, organizador | editoras Bom Texto e Letras & Expressões | [ 10 ] |
| 2004 | O Tico-Tico: um marco nas histórias em quadrinhos no Brasil (1905-1962)                     | Maria Cristina Merlo      | USP                                      | [ 12 ] |
| 2005 | A escrita plástica, desenho, pensamento e conhecimento                                      | Luiz Gê                   | USP                                      | [ 13 ] |
| 2006 | Humor e populismo: o desafio diário nas charges de Nelo Lorenzon (1948-1960)                | Andréa Araújo Nogueira    | USP                                      | [ 14 ] |

### Ponto de vendas
| Ano  | Ganhador              | Local     |
| 1989 | Livraria Muito Prazer | São Paulo |
| 1990 | Livraria Muito Prazer | São Paulo |
| 1997 | Livraria Muito Prazer | São Paulo |
| 1998 | Itiban Comic Shop     | Curitiba  |
| 1999 | Merlin Comic Store    | São Paulo |
| 2000 | Devir Livraria        | São Paulo |

### Produto de licenciamento
| Ano  | Ganhador                          |
| 1998 | Tazo                              |
| 1999 | Mamíferos Parmalat                |
| 2000 | Mini-cards Pokémon, da Elma Chips |
| 2001 | Guaraná Caçulinha - Pokémon       |

### Projeto especial na pandemia
| Ano  | Vencedores | Nota(s) |
| ---- | --- | ------- |
| 2021 | Inimigo Invisível O Corre Coletivo | [ 35 ]  |
| 2021 | Campanha Ato Heroico Prateleira de Quadrinhos | [ 35 ]  |
| 2021 | O Diário de uma Vítima do Coronavírus Taíssa Maia | [ 35 ]  |
| 2021 | Martim, Professor de Arte Diego Marinho | [ 35 ]  |
| 2021 | Evento Quarentena Con Universo Guará | [ 35 ]  |
| 2022 | O Time do Vírus: Um Quadrinho Sobre Como a Disputa Política Invadiu o Enfrentamento da Pandemia no Brasil (Amanda Ribeiro e Luiz Fernando Menezes / independente) | [ 5 ]   |

### Prozine
| Ano  | Ganhador                                    | Autor              |
| 2005 | Putzgrila                                   | vários autores     |
| 2006 | Areia Hostil                                | Lorde Lobo, editor |
| 2007 | A mosca no copo de vidro e outras histórias | vários autores     |

### Publicação de terror
| Ano  | Obra                            | Autor(es)                   | Editora | Outros indicados | Notas         |
| ---- | ------------------------------- | --------------------------- | ------- | --- | ------------- |
| 2004 | Contos bizarros                 | vários autores              | Abril   | | [ 12 ]        |
| 2005 | Dylan Dog                       | vários autores              | Mythos  | | [ 13 ]        |
| 2006 | Dylan Dog                       | vários autores              | Mythos  | - Criaturas da Noite (Ediouro) - Espíritos (independente) - Manticore (independente) - Monstros (independente) | [ 14 ] [ 15 ] |
| 2007 | Os mortos-vivos - dias passados | Robert Kirkman e Tony Moore | HQM     | - Aberrações - No Coração da América (Devir) - Crimes Macabros (Pixel) - Lovecraft (Devir) - Monster (Conrad) - Reino dos Malditos (Pixel) - Uzumaki - A Espiral do Horror (Conrad)                                                       | [ 16 ] [ 17 ] |
| 2008 | Black hole                      | Charles Burns               | Conrad  | - A Serpente Vermelha (Zarabatana) - Courtney Crumrin & As Criaturas da Noite (Devir) - Death Note (JBC) - Midnight Nation - O Povo Da Meia-Noite (Panini) - Preacher - Rumo Ao Sul (Pixel) - Zombie World - O Campeão Dos Vermes (Pixel) | [ 18 ] [ 19 ] |

### Publicação independente de bolso
| Ano  | Obra        | Autor(es)           | Outros indicados                                                                                 | Notas         |
| ---- | ----------- | ------------------- | ------------------------------------------------------------------------------------------------ | ------------- |
| 2008 | Juke Box #4 | Renato Lima, editor | - A Serpente e a Borboleta - De Bris - Subterrâneo #20 - The Doors - Tulípio #5 - Zine Royale #2 | [ 18 ] [ 19 ] |

### Publicação independente especial
| Ano  | Obra                 | Autor(es)                        | Outros indicados | Notas         |
| ---- | -------------------- | -------------------------------- | --- | ------------- |
| 2008 | O relógio insano     | Eloar Guazzelli                  | - 5 - Contos Tristes - El Terrado - Música para Antropomorfos - Na Bodega - Schem Há-Mephorash | [ 18 ] [ 19 ] |
| 2009 | Depois da Meia-noite | Laudo Ferreira Jr. e Omar Viñole | - Câncer - Consequências - Contos das Madrugada - Eterno - Muertos - Subterrâneo Especial 4 | [ 20 ] [ 32 ] |
| 2010 | Có!                  | Gustavo Duarte                   | - Ato 5 - André Diniz (roteiro) e José Aguiar (arte) - Histórias de Tio Alípio e Kauê - O Beabá do Berimbau - Marcio Folha - HQ Interlúdio (Banda Cearense sobre o Fim) - Zé Wellington (roteiro) Demétrio Braga, André Pinheiro e Sílvio Romero (arte) e Camila Náglia (arte-final) - Saída 3 - Guga Schultze - Uiara e os Filhos de Eco - André Vazzios, Jussara Nunes (roteiro) Monique Novaes e Everton Teles Valério (arte) - A comadre do Zé - Luciano Irrthum | [ 21 ] [ 33 ] |

### Publicação infantojuvenil
| Ano  | Obra                                          | Autor(es)                            | Editora               | Outros indicados | Notas         |
| ---- | --------------------------------------------- | ------------------------------------ | --------------------- | --- | ------------- |
| 2009 | Turma da Mônica Jovem                         | vários autores                       | Globo                 | - Almanaque da Mônica (Panini) - Almanaque Maluquinho - O Japão dos brasileiros (Globo) - Hunter X Hunter (JBC) - Naruto (Panini) - Os Pequenos Guardiões (Conrad) - Xaxado Ano 3 (Independente)                                                                      | [ 20 ] [ 32 ] |
| 2010 | Turma da Mônica Jovem                         | vários autores                       | Panini                | - 1000 Tiras em Quadrinhos (Independente) - Clássicos do Cinema - Cascão Porker e a Pedra Distracional (Panini) - Disney Big (Abril) - Naruto (Panini) - Nicolau e seus Queridos Vizinhos (Editora Enquadrinho) - Mundo Mendelévio - Planeta Telúria (Editora Lê)     | [ 21 ] [ 33 ] |
| 2011 | Pequenos Heróis                               | Estevão Ribeiro e vários desenhistas | Devir                 | - Banzo e Benito (Zarabatana) - Disney Big (Abril) - Monica y su Pandilla e Monica's Gang (Panini) - Mumin (Conrad) - Pequeno Vampiro e o Kung Fu (Jorge Zahar Editor) - Turma da Mônica Jovem (Panini)                                                               | [ 28 ] [ 34 ] |
| 2012 | Turma da Mônica Jovem                         | vários autores                       | Panini                | - Disney Gigante (Abril) - Epic Mickey (Abril) - Joca e a Caixa (Quadrinhos na Cia.) - Mendelévio e Telúria: Histórias tão Pequenas de Nós Dois - Pateta faz História (Abril) - Pequeno Pirata (Leya/Barba Negra)                                                     | [ 29 ] [ 30 ] |
| 2013 | Turma da Mônica Jovem - O casamento da Mônica | vários autores                       | Panini                | - Boule e Bill, vol. 2 - semente de cocker (Nemo) - Titeuf: Deus, o sexo e os suspensórios (V&R) - Imaginação e outras histórias (Martin Claret) - One Piece #36 ao #41 (Panini) - Turma da Mônica #60 ao #72 (Panini) - Zé Carioca 70 Anos (Abril)                   | [ 24 ] [ 25 ] |
| 2014 | Turma da Mônica - Laços                       | Vitor Cafaggi e Lu Cafaggi           | Panini                | - Clássicos do Cinema Turma da Mônica (Panini) - Combo Rangers: Somos Heróis (JBC) - Cosmonauta Cosmo! (Mingulin/Quadrinhos Rasos) - Futuros Heróis (Desiderata/Nova Fronteira) - Gigantes, Cuidado! (V&R) - O Amuleto – A Maldição do Guardião da Pedra (Fundamento) | [ 26 ] [ 31 ] |
| 2015 | Aú, o Capoerista e o Fantasma do Farol        | Flávio Luiz                          | Papel A2 Texto & Arte | - Bear 1 (Nemo) - Bidu: Caminhos (Panini) - Bolinha e os homenzinhos de Marte (Pixel) - Da Terra à Lua (Desiderata) - O Cão que Guarda as Estrelas (JBC) - Valente – Para o que der e vier (Panini)                                                                   | [ 27 ] [ 36 ] |

### Revista de aventura
| Ano  | Obra              | Autor(es)                       | Editora        | Outros indicados | Notas         |
| ---- | ----------------- | ------------------------------- | -------------- | --- | ------------- |
| 1998 | The Savage Dragon | Erik Larsen                     | Abril Jovem    | | [ 7 ]         |
| 2004 | 100 Balas         | Brian Azzarello e Eduardo Risso | Opera Graphica | | [ 12 ]        |
| 2005 | Marvel Max        | vários autores                  | Panini         | | [ 13 ]        |
| 2006 | Lobo Solitário    | Kazuo Koike e Goseki Kojima     | Panini         | - Buda (Conrad) - Conan, o Cimério (Mythos) - Demolidor (Panini) - J. Kendall – Aventuras de uma Criminóloga (Mythos) - Ken Parker (Tapejara) - Mágico Vento (Mythos)                  | [ 14 ] [ 15 ] |
| 2007 | Lobo Solitário    | Kazuo Koike e Goseki Kojima     | Panini         | - Conan, o Cimério (Mythos) - Demolidor (Panini) - J. Kendall - Aventuras de uma Criminóloga (Mythos) - Ken Parker (Tapejara) - Mágico Vento (Mythos) - Marvel Millennium (Panini)     | [ 16 ] [ 17 ] |
| 2008 | Lobo Solitário    | Kazuo Koike e Goseki Kojima     | Panini         | - Grandes Astros Superman (Panini) - J. Kendall - Aventuras De Uma Criminóloga (Mythos) - Mágico Vento (Mythos) - Marvel Action (Panini) - Pixel Magazine (Pixel) - Slam Dunk (Conrad) | [ 18 ] [ 19 ] |

### Revista de aventura e ficção
| Ano  | Obra                           | Autor(es)                                                         | Editora        | Outros indicados | Notas  |
| ---- | ------------------------------ | ----------------------------------------------------------------- | -------------- | ---------------- | ------ |
| 1989 | Aventura e Ficção              | vários autores                                                    | Abril          |                  | [ 7 ]  |
| 1990 | Aventura e Ficção              | vários autores                                                    | Abril          |                  | [ 7 ]  |
| 1994 | Pau Brasil                     | vários autores                                                    | Vidente        |                  | [ 7 ]  |
| 1996 | Tex - Edição Especial Colorida | vários autores                                                    | Globo          |                  | [ 7 ]  |
| 1999 | Gen 13 & WildC.A.T.S.          | vários autores                                                    | Abril Jovem    |                  | [ 7 ]  |
| 2000 | Quebra-Queixo                  | Marcelo Campos                                                    | Brainstore     |                  | [ 8 ]  |
| 2001 | Mirabilia                      | Wellington Srbek, Júlio Shimamoto, Flavio Colin e Klévisson Viana | Tupynanquim    |                  | [ 9 ]  |
| 2002 | 100 Balas                      | Brian Azzarello e Eduardo Risso                                   | Opera Graphica |                  | [ 10 ] |
| 2003 | Vagabond                       | Takehiko Inoue                                                    | Conrad         |                  | [ 11 ] |

### Revista de clássico
| Ano  | Obra             | Autor(es)      | Editora        | Outros indicados | Notas  |
| ---- | ---------------- | -------------- | -------------- | ---------------- | ------ |
| 1989 | Spirit           |                |                |                  | [ 7 ]  |
| 1990 | Cripta do Terror |                |                |                  | [ 7 ]  |
| 1991 | Spirit           |                |                |                  | [ 7 ]  |
| 1995 | Coleção Invictus | vários autores | Nova Sampa     |                  | [ 7 ]  |
| 2003 | Novos Deuses     | Jack Kirby     | Opera Graphica |                  | [ 11 ] |

### Revista de faroeste
| Ano  | Ganhador   | Autor                           | Editora |
| 1989 | Ken Parker | Giancarlo Berardi e Ivo Milazzo |         |

### Revista de humor
| Ano  | Obra                                                | Autor(es)                      | Editora       | Outros indicados | Notas  |
| ---- | --------------------------------------------------- | ------------------------------ | ------------- | ---------------- | ------ |
| 1989 | Chiclete com Banana                                 | Angeli                         | Circo         |                  | [ 7 ]  |
| 1990 | Los tres amigos (Chiclete com Banana Especial n° 3) | Angeli, Glauco e Laerte        | Circo         |                  | [ 7 ]  |
| 1991 | Piratas do Tietê                                    | Laerte                         | Circo         |                  | [ 7 ]  |
| 1992 | Piratas do Tietê                                    | Laerte                         | Circo         |                  | [ 7 ]  |
| 1993 | Niquel Náusea                                       | Fernando Gonsales              | VHD Diffusion |                  | [ 7 ]  |
| 1994 | Striptiras                                          | Laerte                         | Circo / Sampa |                  | [ 7 ]  |
| 1995 | Big Bang Bang                                       | Adão Iturrusgarai              | Circo         |                  | [ 7 ]  |
| 1996 | Rê Bordosa - memórias de uma porraloca              | Angeli                         | Circo         |                  | [ 7 ]  |
| 1997 | Casseta & Planeta em quadrinhos                     |                                | Press         |                  | [ 7 ]  |
| 1998 | O Onanista                                          |                                |               |                  | [ 7 ]  |
| 1999 | Sergio Aragonés massacra a Marvel                   | Sergio Aragonés e Mark Evanier | Abril Jovem   |                  | [ 7 ]  |
| 2000 | Bundas                                              | vários autores                 |               |                  | [ 8 ]  |
| 2001 | Bundas                                              | vários autores                 |               |                  | [ 9 ]  |
| 2002 | Mad                                                 | vários autores                 | Mythos        |                  | [ 10 ] |
| 2003 | Grump                                               | Orlandelli                     | Escala        |                  | [ 11 ] |

### Revista de terror
| Ano  | Obra                                                     | Autor(es)                                                              | Editora      | Outros indicados | Notas  |
| ---- | -------------------------------------------------------- | ---------------------------------------------------------------------- | ------------ | ---------------- | ------ |
| 1990 | Sandman                                                  | Neil Gaiman e vários desenhistas                                       | Globo        |                  | [ 7 ]  |
| 1991 | Sandman                                                  | Neil Gaiman e vários desenhistas                                       | Globo        |                  | [ 7 ]  |
| 1992 | Sandman                                                  | Neil Gaiman e vários desenhistas                                       | Globo        |                  | [ 7 ]  |
| 1993 | Sandman                                                  | Neil Gaiman e vários desenhistas                                       | Globo        |                  | [ 7 ]  |
| 1994 | Calafrio                                                 | vários autores                                                         | D-Arte       |                  | [ 7 ]  |
| 1995 | Hotel do Terror                                          | Flavio Colin                                                           | Otacomix     |                  | [ 7 ]  |
| 1996 | Coleção Assombração                                      | vários autores                                                         | Ediouro      |                  | [ 7 ]  |
| 1998 | Vertigo DC nº 1 - Monstro do Pântano - lição de anatomia | Alan Moore, Stephen Bissette e John Totleben                           | Metal Pesado |                  | [ 7 ]  |
| 1999 | Manticore Especial                                       | Gian Danton, Antonio Eder, José Aguiar, Luciano Lagares, Márcio Freire | Monalisa     |                  | [ 7 ]  |
| 2000 | Manticore Especial                                       | Gian Danton, Antonio Eder, José Aguiar, Luciano Lagares, Márcio Freire | Monalisa     |                  | [ 8 ]  |
| 2003 | Sandman                                                  | Neil Gaiman                                                            | Brainstore   |                  | [ 11 ] |

### Revista infantil
| Ano  | Obra                               | Autor(es)        | Editora      | Outros indicados | Notas         |
| ---- | ---------------------------------- | ---------------- | ------------ | --- | ------------- |
| 1989 | Revistinha do Ziraldo              | Ziraldo          | Abril        | | [ 7 ]         |
| 1990 | O Menino Maluquinho                | Ziraldo          | Abril        | | [ 7 ]         |
| 1991 | Trapalhões                         |                  | Abril        | | [ 7 ]         |
| 1992 | Trapalhões                         |                  | Abril        | | [ 7 ]         |
| 1993 | Chico Bento                        | vários autores   | Globo        | | [ 7 ]         |
| 1994 | Parque da Mônica                   | vários autores   | Globo        | | [ 7 ]         |
| 1995 | Mônica                             | vários autores   | Globo        | | [ 7 ]         |
| 1996 | Mônica                             | vários autores   | Globo        | | [ 7 ]         |
| 1997 | Sailor Moon                        |                  | Abril Jovem  | | [ 7 ]         |
| 1998 | Almanaque da Mônica                | vários autores   | Globo        | | [ 7 ]         |
| 1999 | Turma da Mônica                    | vários autores   | Globo        | | [ 7 ]         |
| 2000 | Chico Bento                        | vários autores   | Globo        | | [ 8 ]         |
| 2001 | Turma da Mônica                    | vários autores   | Globo        | | [ 9 ]         |
| 2002 | Mico Legal                         | Sergio Morettini | Escala       | | [ 10 ]        |
| 2003 | Turma do Xaxado 3                  | Antonio Cedraz   | independente | | [ 11 ]        |
| 2004 | Minha Revistinha - Turma do Xaxado | Antonio Cedraz   | independente | | [ 12 ]        |
| 2005 | O Menino Maluquinho                | Ziraldo          | Globo        | | [ 13 ]        |
| 2006 | O Menino Maluquinho                | vários autores   | Globo        | - Chico Bento (Globo) - Minnie (Abril) - Mônica (Globo) - Scooby-doo (Panini) - Smilinguido (Panini) - Tio Patinhas (Abril)               | [ 14 ] [ 15 ] |
| 2007 | O Menino Maluquinho                | Ziraldo          | Globo        | - As Meninas Superpoderosas (Panini) - Chico Bento (Globo) - Julieta (Globo) - Mônica (Globo) - Tio Patinhas (Abril) - W.I.T.C.H. (Abril) | [ 16 ] [ 17 ] |

### Revista seriada
| Ano  | Ganhador        | Autor                                     | Editora      |
| 1992 | Akira           | Katsuhiro Otomo                           | Globo        |
| 1993 | Liga da Justiça | vários autores                            | Abril Jovem  |
| 1994 | Sandman         | Neil Gaiman e vários desenhistas          | Globo        |
| 1995 | Sandman         | Neil Gaiman e vários desenhistas          | Globo        |
| 1996 | Vertigo         | vários autores                            | Abril Jovem  |
| 1997 | Gen¹³           | Jim Lee, Brandon Choi e J. Scott Campbell | Globo        |
| 1998 | Spawn           | Todd McFarlane                            | Abril Jovem  |
| 1999 | Preacher        | Garth Ennis e Steve Dillon                | Metal Pesado |
| 2000 | Spawn           | Todd McFarlane                            | Abril Jovem  |
| 2001 | Dragon Ball     | Akira Toriyama                            | Conrad       |
| 2002 | Holy Avenger    | Marcelo Cassaro e Érica Awano             | Trama        |
| 2003 | Holy Avenger    | Marcelo Cassaro e Érica Awano             | Talismã      |

### Site de autor
| Ano  | Ganhador                                 | Autor             | URL                          |
| 2004 | Vida Besta                               | Galvão            | http://vidabesta.com         |
| 2005 | Vida Besta                               | Galvão            | http://vidabesta.com         |
| 2006 | O mundo maravilhoso de Adão Iturrusgarai | Adão Iturrusgarai | http://adao.blog.uol.com.br  |
| 2007 | Samuel Casal - ilustrador                | Samuel Casal      | http://www.samuelcasal.com   |
| 2008 | Quadrinhofilia                           | José Aguiar       | http://www.joseaguiar.com.br |

### Site de quadrinhos
| Ano  | Site          | Autor(es)           | Outros indicados | Notas         |
| ---- | ------------- | ------------------- | --- | ------------- |
| 1998 | Gibindex      |                     | | [ 7 ]         |
| 1999 | Cybercomix    | vários autores      | | [ 7 ]         |
| 2000 | Cybercomix    | vários autores      | | [ 8 ]         |
| 2001 | Cybercomix    | vários autores      | | [ 9 ]         |
| 2002 | Nona Arte     | André Diniz, editor | | [ 10 ]        |
| 2003 | Nona Arte     | André Diniz, editor | | [ 11 ]        |
| 2004 | Nona Arte     | André Diniz, editor | | [ 12 ]        |
| 2005 | Nona Arte     | André Diniz, editor | | [ 13 ]        |
| 2006 | Nona Arte     | André Diniz, editor | - Areia Hostil (www.areiahostil.com.br) - Candyland (www.candyland.com.br) - Cortante (www.cortante.com.br) - Joacy Jamys(www.joacyjamys.com.br) - Pixels (www.pixels.com.br) - Quadrinhos Institucionais (www.andrehq.com)                           | [ 14 ] [ 15 ] |
| 2007 | Mundo Canibal |                     | - Cuca e Racha (cucaeracha.zip.net) - Escola de Animais (www.escoladeanimais.com) - Noltagia do Terror (www.nostalgiadoterror.com) - O Gralha (www.ogralha.com.br) - Pop Balões (www.popbaloes.com) - Quadrinhos Online (www.quadrinhosonline.com.br) | [ 16 ] [ 17 ] |

### Suplemento infantil
| Ano  | Ganhador   |
| 1989 | O Globinho |
| 1990 | O Globinho |

### Toy
| Ano  | Ganhador        |
| 1998 | Spawn           |
| 1999 | Spawn           |
| 2000 | Linha Star Wars |
| 2001 | Rugrats         |

### Valorização da HQ
| Ano  | Ganhador |
| 1989 | Coleção Ver e Ler (editora Abril Jovem) |
| 1990 | O judaísmo para iniciantes (Charles Szlakmann / editora Brasiliense)                                                                               |
| 1993 | Especial HQ (RTC) |
| 1994 | Sergio Bonelli |
| 1995 | Contos de Batman (editora Abril Jovem) |
| 1997 | Festival Internacional de Banda Desenhada da Amadora                                                                                               |
|      | Comicmania |
| 1998 | Pacatatu |
| 1999 | Fábrica de Quadrinhos |
| 2000 | CLUQ |
| 2001 | São Vicente, a primeira sempre (projeto "500 anos de Brasil em Quadrinhos")                                                                        |
| 2002 | Exposição "História em Quadrões" (Mauricio de Sousa)                                                                                               |
| 2003 | As Aventuras de Nhô-Quim & Zé Caipora: os primeiros quadrinhos brasileiros 1869-1883 (Athos Eichler Cardoso, organizador / editora Senado Federal) |
| 2006 | Primeiro Salão Mackenzie de Humor (primeiro salão de humor do Brasil, em 1973 no Colégio Mackenzie)                                                |

### Videogame
| Ano  | Ganhador |
| 1999 | Zelda 64 |

## Ganhadores por ano
- 1º Troféu HQ Mix (1989)
- 2º Troféu HQ Mix (1990)
- 3º Troféu HQ Mix (1991)
- 4º Troféu HQ Mix (1992)
- 5º Troféu HQ Mix (1993)
- 6º Troféu HQ Mix (1994)
- 7º Troféu HQ Mix (1995)
- 8º Troféu HQ Mix (1996)
- 9º Troféu HQ Mix (1997)
- 10º Troféu HQ Mix (1998)
- 11º Troféu HQ Mix (1999)
- 12º Troféu HQ Mix (2000)
- 13º Troféu HQ Mix (2001)
- 14º Troféu HQ Mix (2002)
- 15º Troféu HQ Mix (2003)
- 16º Troféu HQ Mix (2004)
- 17º Troféu HQ Mix (2005)
- 18º Troféu HQ Mix (2006)
- 19º Troféu HQ Mix (2007)
- 20º Troféu HQ Mix (2008)
- 21º Troféu HQ Mix (2009)
- 22º Troféu HQ Mix (2010)
- 23º Troféu HQ Mix (2011)
- 24º Troféu HQ Mix (2012)
- 25º Troféu HQ Mix (2013)
- 26º Troféu HQ Mix (2014)
- 27º Troféu HQ Mix (2015)
- 28º Troféu HQ Mix (2016)
- 29º Troféu HQ Mix (2017)
- 30º Troféu HQ Mix (2018)
- 31º Troféu HQ Mix (2019)
- 32º Troféu HQ Mix (2020)
- 33º Troféu HQ Mix (2021)
- 34º Troféu HQ Mix (2022)
- 35º Troféu HQ Mix (2023)
- 36º Troféu HQ Mix (2024)